# Toxocarpus elmeri
Toxocarpus elmeri är en oleanderväxtart som beskrevs av Elmer Drew Merrill. Toxocarpus elmeri ingår i släktet Toxocarpus och familjen oleanderväxter. Inga underarter finns listade i Catalogue of Life.